# Echinothurioida
De Echinothurioida zijn een orde van zee-egels (Echinodermata) uit de onderklasse Euechinoidea. Anders dan de andere orden in de onderklasse, is deze niet in een infraklasse geplaatst. 

## Families
- Echinothuriidae Thomson, 1872
- Kamptosomatidae Mortensen, 1934
- Phormosomatidae Mortensen, 1934

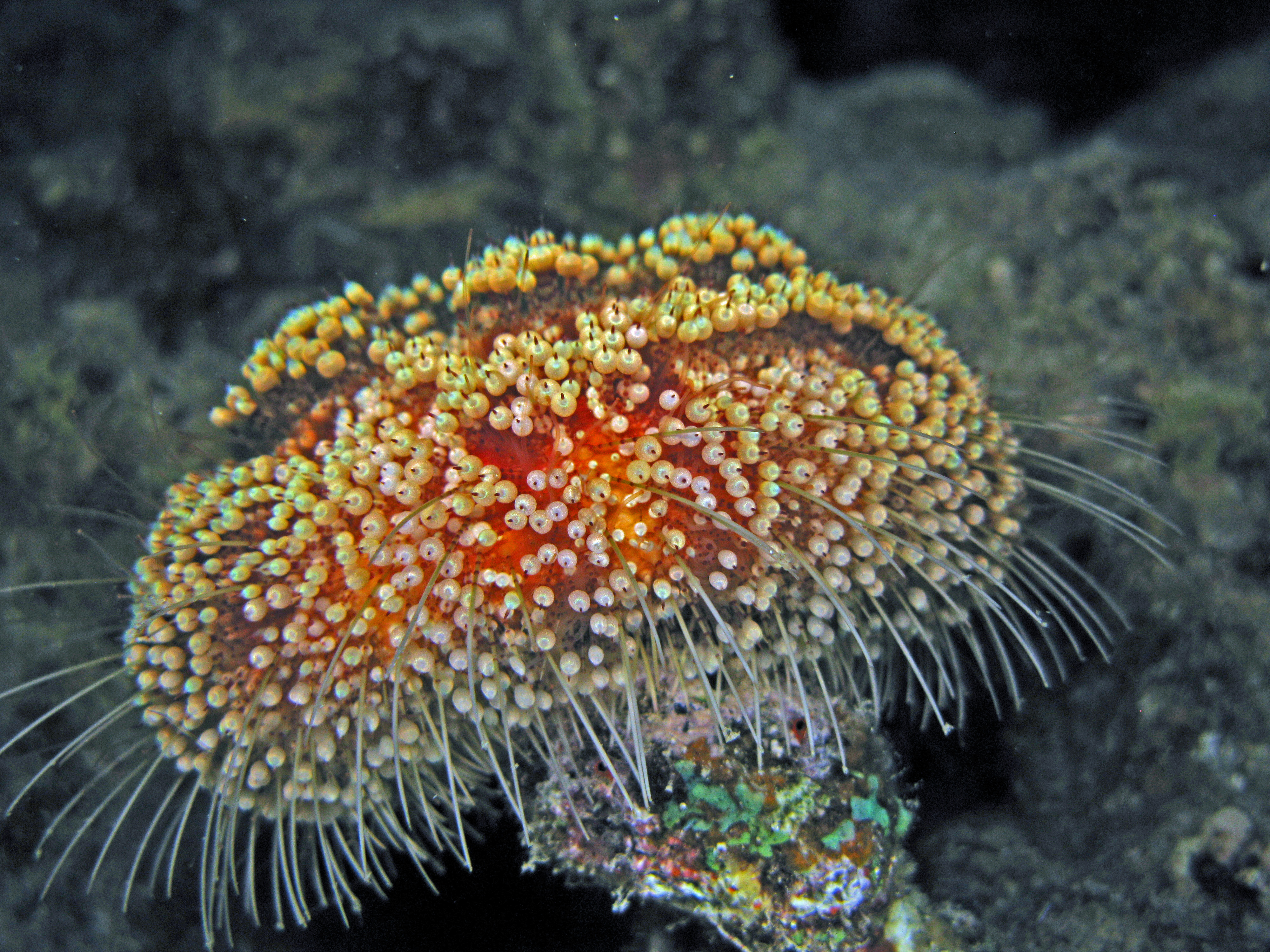
Asthenosoma marisrubri
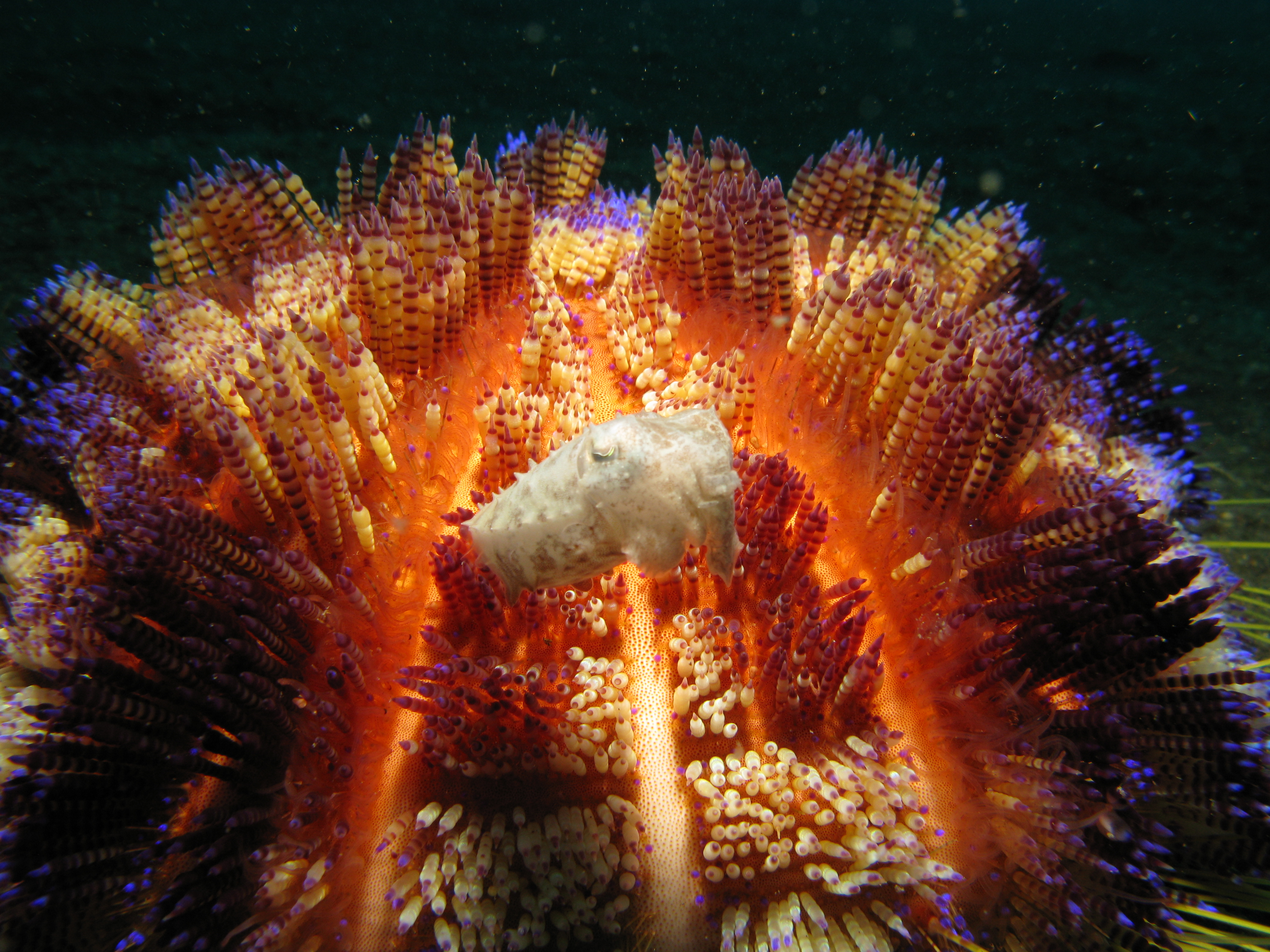
Asthenosoma varium
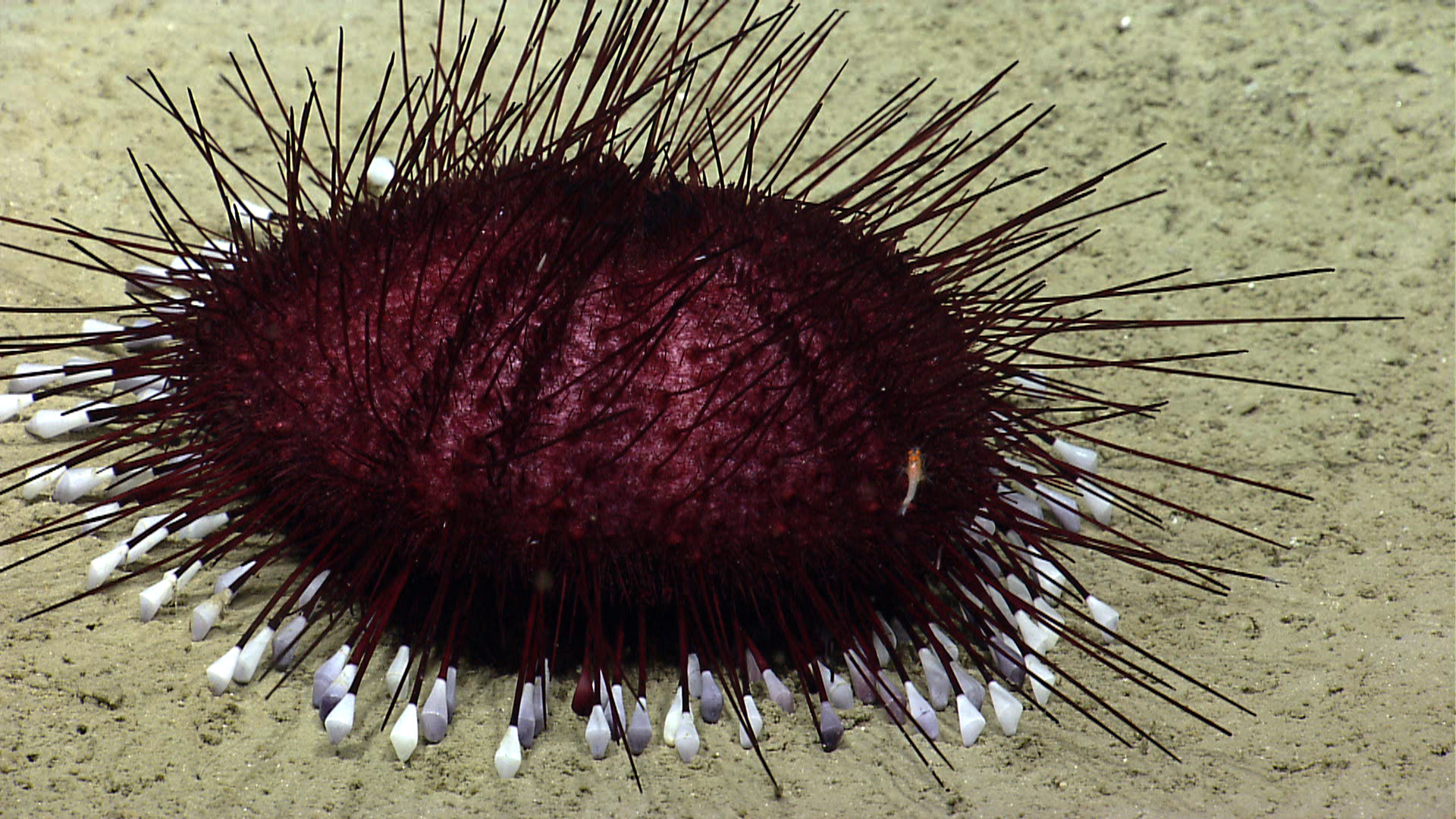
Hygrosoma sp.
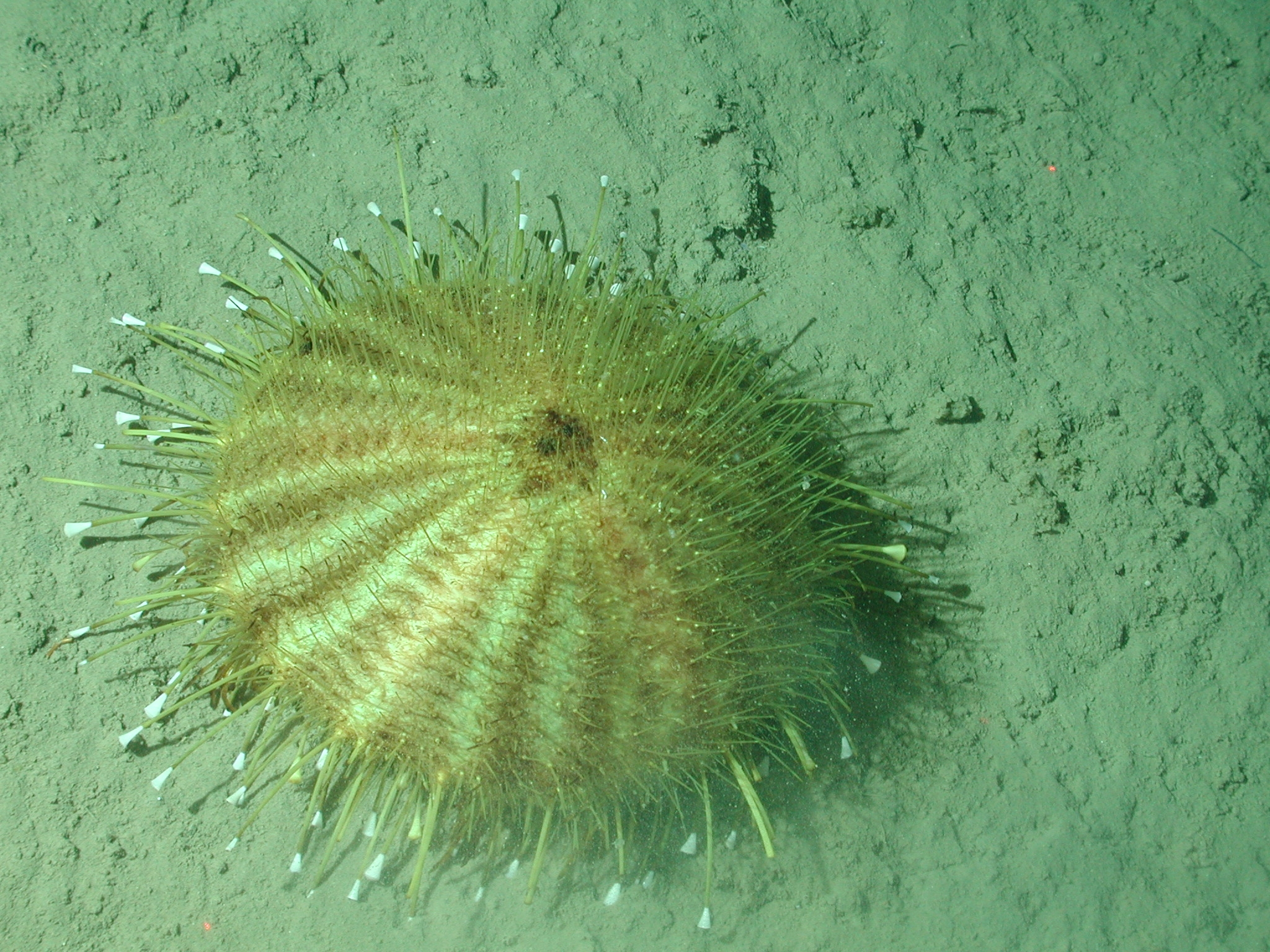
Tromikosoma sp.